# Rychlostní silnice S86 (Polsko)
Rychlostní silnice S86 je polská rychlostní silnice, která spojuje Katovice a Sosnovec. Byla stavěna od roku 1978 a byla dokončena v roce 1986. Přestože je rychlostní silnice S86 označená jako rychlostní silnice, do roku 2015 nebyla zahrnuta do dálniční sítě GDDKiA a vlády. Vládním rozhodnutím ze dne 13. října 2015 byla do polské sítě dálnic a rychlostních silnic přidána rychlostní silnice S86. Celková délka rychlostní silnice je 6,8 km. Je to jedna z nejkratších rychlostních silnic v Polsku. 

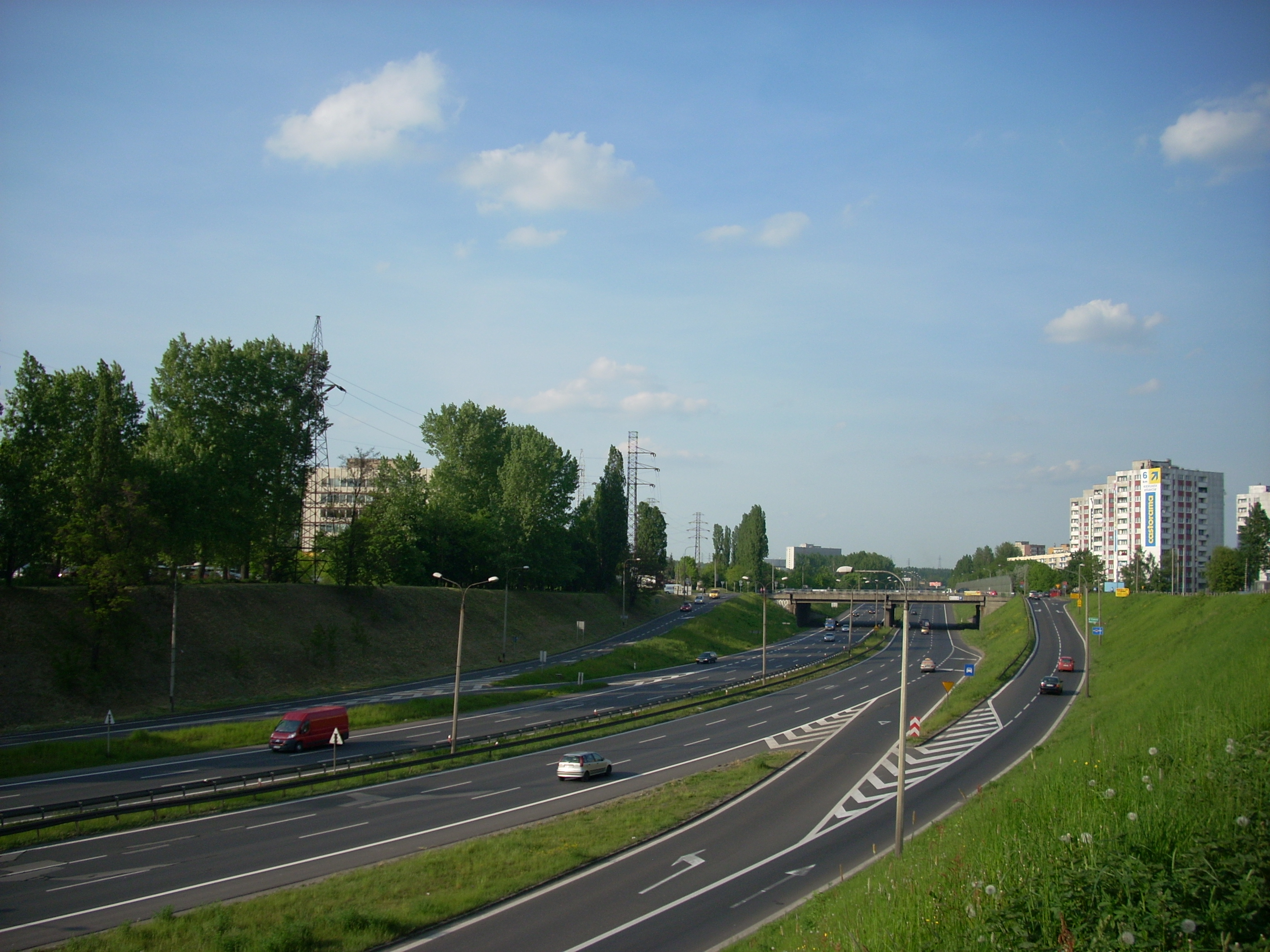
Rychlostní silnice S86 v Sosnovci.

## Význam silnice a intenzita provozu
Je to jedna z hlavních dopravních tepen hornoslezské průmyslové oblasti a kvůli tomu se silnice vyznačuje velmi velkou intenzitou dopravy, takže dochází k častým dopravním zácpám. Při sčítání provozu v roce 2010 byla silnice na prvním místě jako silnice s nejvyšším provozem v Polsku. Průměrná intenzita provozu je 104 339 vozidel denně. Po celé délce silnice jsou 3 pruhy v každém směru.